# پیر موزی
پیر موزی (انگلیسی: Pierre Musy؛ ۲۵ اوت ۱۹۱۰ – ۲۱ نوامبر ۱۹۹۰) ورزشکار بابسلد اهل سوئیس بود.
وی در مسابقات کشوری و بین‌المللی در مجموع برندهٔ ۱ مدال طلا، ۱ مدال نقره شده‌است.